# Dodge Daytona

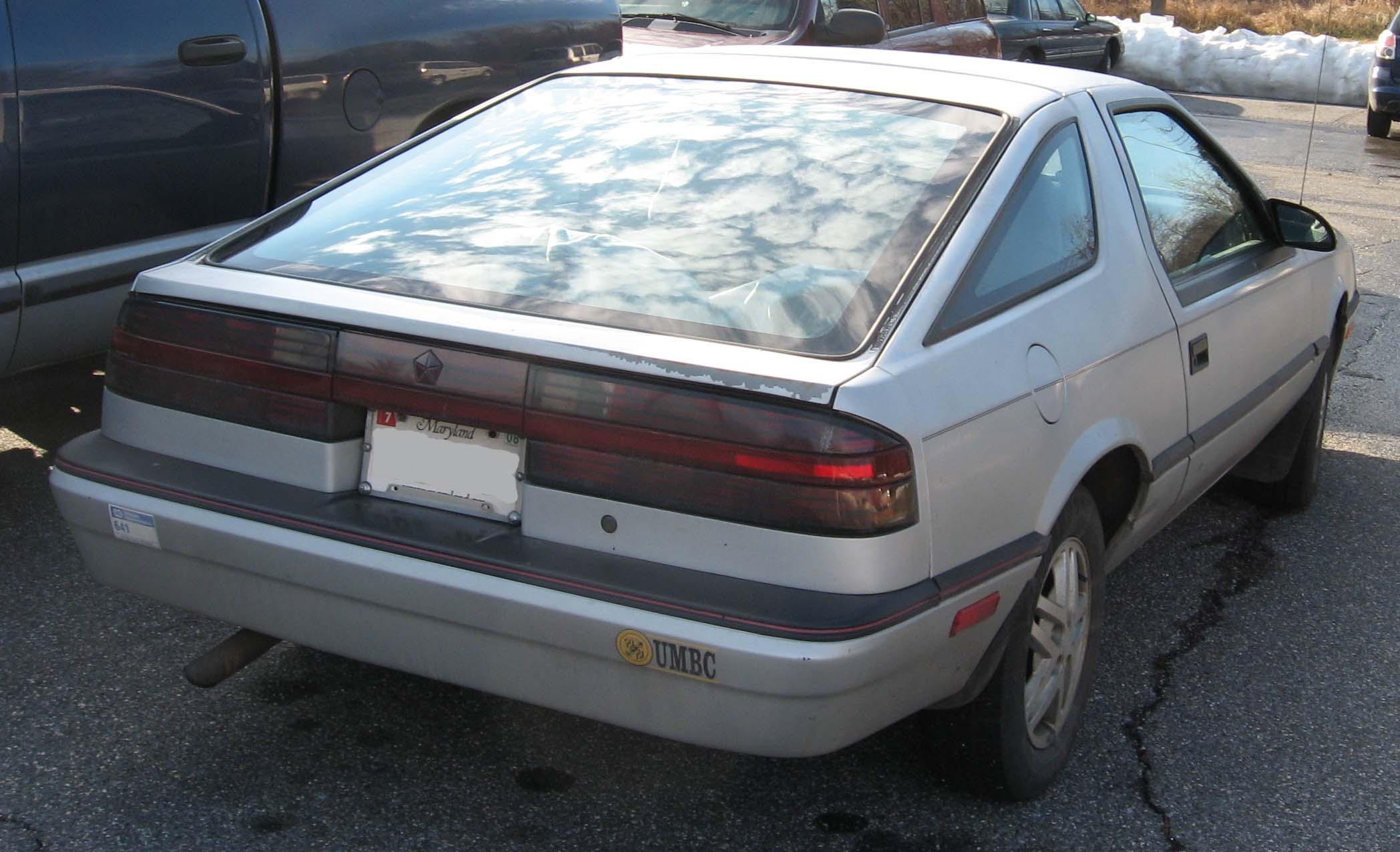
Dodge Daytona uit 1987-91.

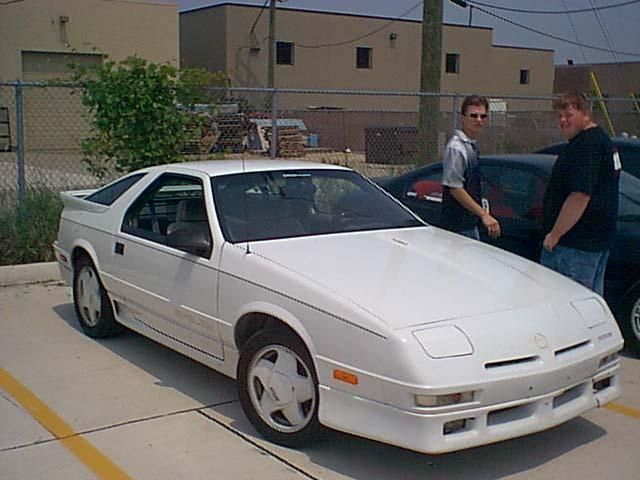
Dodge Daytona Shelby Z uit 1990.

De Dodge Daytona was een sportieve hatchback van het Amerikaanse automerk Dodge. De Daytona werd samen met het zustermodel Chrysler Laser geïntroduceerd in 1984. Met de standaard 2,2 liter vier-in-lijnmotor was het model bedoeld als een zuinige auto, maar met de turbogeladen motor kreeg de sportief ogende auto ook een sportief kantje. De naam Daytona verwees naar de Dodge Charger Daytona uit 1969 die zelf was genoemd naar de Daytona 500-race.

## Geschiedenis

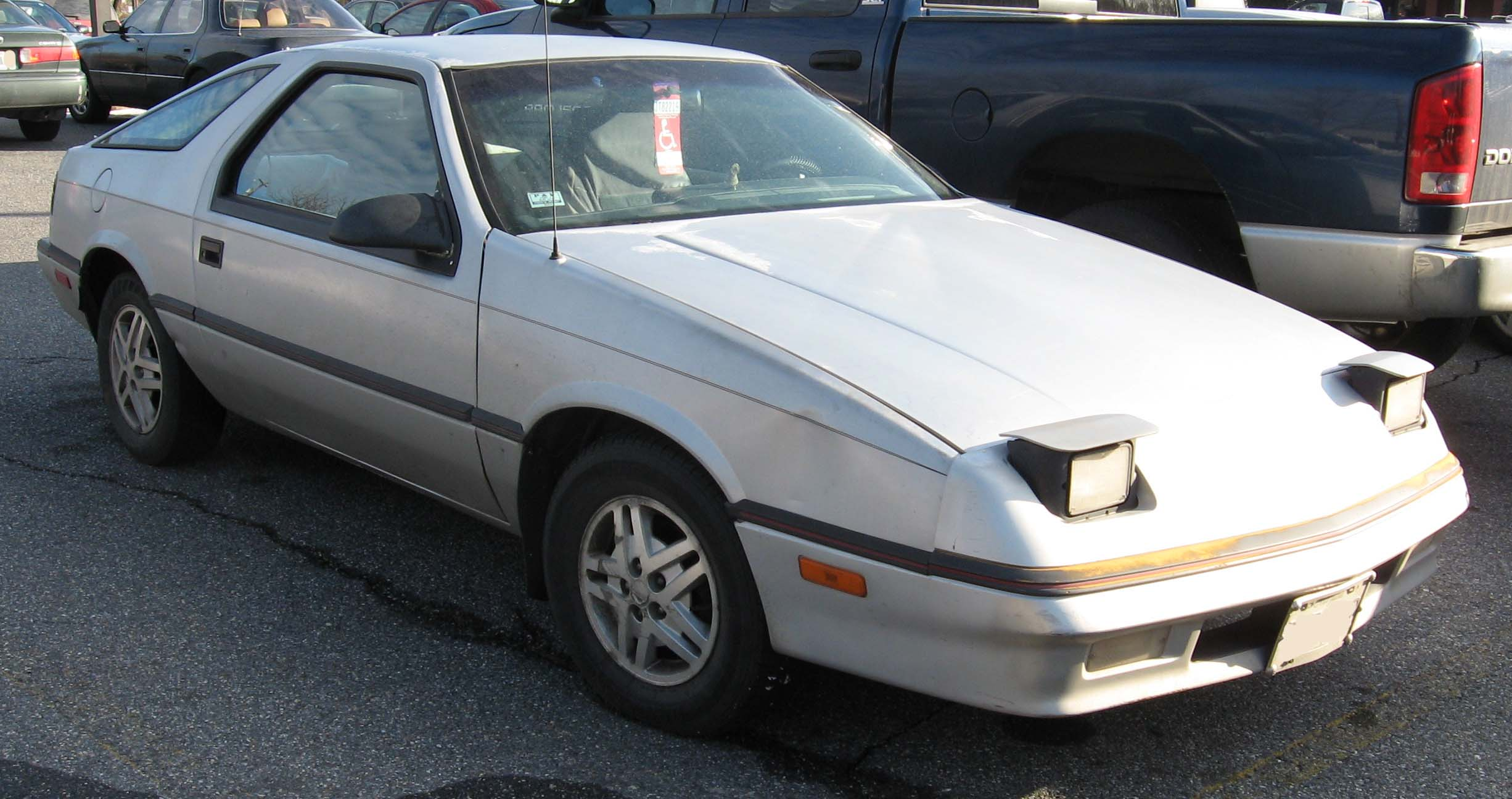
Dodge Daytona uit 1987-91.

De Dodge Daytona verscheen met de niveaus standaard, Turbo en Turbo Z op 1 oktober 1983 voor modeljaar 1984. In 1985 werd de Turbo Z een apart submodel. Ook werd de spoiler van die Turbo Z vanaf dat jaar op alle Daytona-modellen aangeboden. In 1986 werd de Turbo-variant geschrapt. Ook werd halfweg dat jaar het zustermodel Chrysler Laser uit de catalogus gehaald om het jaar erop opnieuw te verschijnen als een totaal ander model. In dat jaar - 1987 - kreeg de Dodge Daytona een face-lift aan de buitenkant met onder meer opklappende koplampen. Ook werd het Shelby Z-niveau geïntroduceerd met een nieuwe turbomotor met intercooler en een zwaardere transmissie. Die Shelby Z werd ook in Europa verkocht als Chrysler GS. Verder verscheen het luxueuzere uitrustingsniveau Pacifica die in de plaats kwam van de Chrysler Laser.

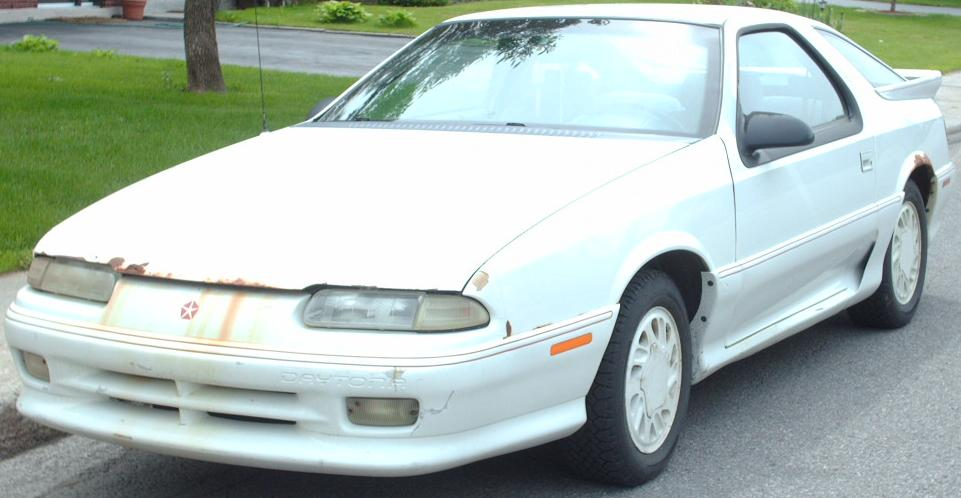
Dodge Daytona uit 1991-3.

In 1989 verscheen nog het esthetische ES-niveau. In 1990 werd het interieur gefacelift en werd een drieliter V6 van Mitsubishi beschikbaar. Ook werd een standaard bestuurdersairbag ingebouwd. In 1991 verscheen het nieuwe sportieve IROC-niveau. In 1992 werd de assemblage van de Daytona overgebracht van St. Louis South Assembly naar Sterling Heights Assembly. De verborgen koplampen verdwenen en werden vervangen door afgerondde exemplaren. Ook kwamen er een nieuwe grille en achterzijde en kreeg het model meer rondingen. Een nog sportievere IROC R/T kreeg een 2,2 liter turbo van 224 pk. De productie van de Dodge Daytona werd op 17 maart 1993 stilgelegd. In 1995 verscheen met de Dodge Avenger de opvolger.

## Motoren
De Daytona werd voor 1984 geïntroduceerd met een 2,2 liter vier-in-lijn van 93 pk. Diezelfde motor was ook verkrijgbaar met een turbolader wat 142 pk opleverde. In 1986 verscheen ook een 2,5 liter 4-in-lijn van 96 pk die vanaf 1989 ook een turbolader kreeg. In 1990 kwam er ook een drieliter V6 van Mitsubishi-origine in de catalogus.
| Inhoud (L) | Configuratie         | pk  | Jaren   |
| ---------- | -------------------- | --- | ------- |
| 2,2        | I4                   | 93  | 1984-90 |
| 2,2        | Turbo I4             | 142 | 1984-90 |
| 2,2        | Turbo intercooled I4 | 177 | 1987-90 |
| 2,2        | Turbo VNT            | 172 | 1990    |
| 2,2        | Turbo I4             | 224 | 1992-3  |
| 2,5        | I4                   | 96  | 1986-8  |
| 2,5        | I4                   | 100 | 1989-93 |
| 2,5        | Turbo I4             | 150 | 1989    |
| 2,5        | Turbo I4             | 152 | 1990-3  |
| 3,0        | V6                   | 141 | 1990-3  |

## Productie
De productiecijfers van de Dodge Daytona waar bekend:

- 1984: 62.963
- 1985: 47.519
- 1986: 44.366
- 1987: 33.104

- 1988: 66.407
- 1989: 69.988
- 1990: 37.889
- 1991: 20.443